# 莫尔兰
莫尔兰（法語：Molring，法語發音：[mɔlʁɛ̃]）是法国摩泽尔省的一个市镇，属于萨尔堡-萨兰堡区。

## 地理
莫尔兰（48°53'11"N, 6°49'17"E）面积3.26 平方千米，位于法国大東部大區摩泽尔省，该省份为法国东北部内陆省份，是洛林的一部分，西南接默尔特-摩泽尔省，东临下莱茵省，北与卢森堡和德国接壤。
与莫尔兰接壤的市镇（或旧市镇、城区）包括：巴桑、甘兹兰、内班、托尔舍维尔。

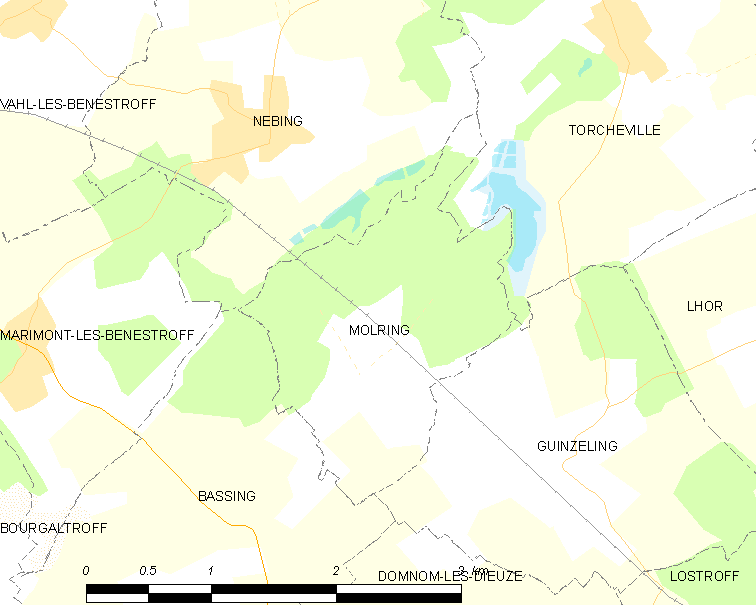
莫尔兰的OSM定位图

莫尔兰的时区为UTC+01:00、UTC+02:00（夏令时）。

## 行政
莫尔兰的邮政编码为57670，INSEE市镇编码为57470。

## 政治
莫尔兰所属的省级选区为索努瓦县。

## 人口

1962-2008年间莫尔兰人口变化图示

莫尔兰于2022年1月1日时的人口数量为9人。